# 八多喜駅
八多喜駅（はたきえき）は、愛媛県大洲市八多喜町にある四国旅客鉄道（JR四国）予讃線（愛ある伊予灘線）の駅である。駅番号はS15。

## 歴史
この駅を開業させたのは愛媛鉄道である。1918年（大正7年）の2月14日に愛媛鉄道が長浜町駅（現在の伊予長浜駅）から大洲駅（現在の伊予大洲駅）までを開通させたのに伴い愛媛鉄道の途中駅、八多喜駅（はたきえき）として開業した。当時は現在の伊予白滝駅・春賀駅間のルートは現在よりも東側を経由しており、当駅の位置も現在とは異なっていた。
愛媛鉄道は1933年（昭和8年）の10月1日に国有化となり愛媛線とされる。軌間は愛媛鉄道時代から762mmのままであったが1935年（昭和10年）10月、下灘駅から伊予長浜駅までの路線の開通にあわせて1067mmに改められるとともに、線路が現在のルートに移設され、駅の所在が現在地となった。このとき高松駅から下灘駅まですでにのびていた予讃本線が愛媛線を含めて伊予大洲駅までがつながったため高松駅から伊予大洲駅までが予讃本線とされたので当駅も予讃本線の駅となった。
1986年（昭和61年）の3月には向井原 - 内子間の新線が開通し向井原駅から当駅をへて伊予大洲駅にいたる線路が幹線としての役割を喪失したためこの駅においても優等列車が通過することは無くなった。
この駅はその後1987年（昭和62年）4月には国鉄の分割民営化により四国旅客鉄道の駅となって現在に至っている。予讃本線は1988年（昭和63年）6月に予讃線と改称された。

### 年表
- 1918年（大正7年）2月14日：愛媛鉄道の八多喜駅（はたきえき）として開業する[3]。場所は現在とは異なっていた[5]。
- 1933年（昭和8年）10月1日：愛媛鉄道が国有化により国鉄愛媛線となる[3]。
- 1935年（昭和10年）10月6日：下灘駅から当駅までが開通、また愛媛線全線も改軌となる。線路移設により、現在地に駅を移転[3][5]。このとき高松駅から伊予大洲駅までが予讃本線とされる。
- 1970年（昭和45年）6月1日：貨物取扱廃止[3]。
- 1971年（昭和46年）11月8日：荷物扱い廃止[6]。無人駅となる[7]。
- 1986年（昭和61年）3月3日：向井原 - 内子間の新線が開通。当駅に優等列車が通過しないようになる。
- 1987年（昭和62年）4月1日：国鉄分割民営化により四国旅客鉄道の駅となる[3]。
- 1988年（昭和63年）6月1日：予讃本線が予讃線に改称される。
- 2014年（平成26年）3月15日：予讃線伊予市 - 伊予長浜 - 伊予大洲間の愛称が愛ある伊予灘線となる。

## 駅構造
駅舎に接して単式ホーム1面1線をもつ地上駅。単式ホームにはかつて使用されていた切欠きホームのあとが残っている。昭和46年の駅無人化後、簡易委託駅として駅舎内で近距離の乗車券を発売していたことから、昭和末期に駅舎を小さいものに建て替えた際にも、内部には待合所のほか駅事務室や出札窓口も設備されたが、現在出札窓口は閉鎖され、完全な無人駅となっている。

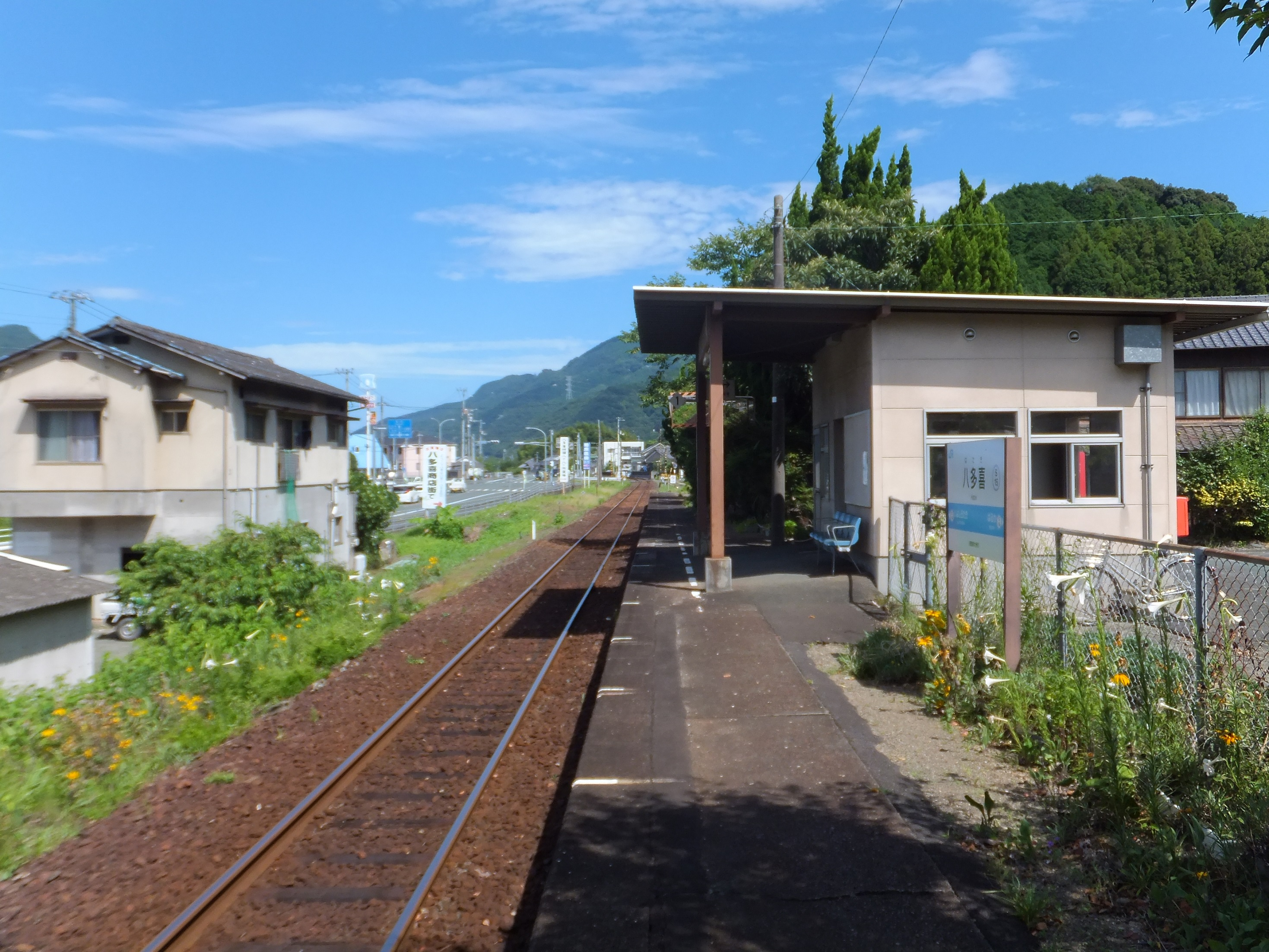
ホーム（2020年8月）

## 利用状況
| 1日乗降人員推移 | 1日乗降人員推移 |
| 年度            | 1日平均人数     |
| --------------- | --------------- |
| 2011年          | 92              |
| 2012年          | 84              |
| 2013年          | 78              |
| 2014年          | 86              |
| 2015年          | 102             |

## 駅周辺
駅の北東側に八多喜の集落が広がっており郵便局や小中学校、駐在所などもある。駅から南西方向に進むと300メートルほどで肱川に突き当たるが祇園大橋が対岸とを結んでいる。
- 大洲市立粟津小学校
- 大洲市立大洲東中学校
- 大洲市八多喜連絡所
- 八多喜郵便局
- 大洲警察署八多喜駐在所
- 祇園神社
- 八多喜祇園公園 - ヤエザクラの名所[9]。
- 愛媛県道24号大洲長浜線
- 愛媛県道43号長浜中村線 - 肱川の対岸を通る。
- 愛媛県道248号瀬田八多喜停車場線
- 肱川
  - 祇園大橋 - 肱川に架かる橋の1つ。

## バス路線
伊予鉄南予バス
- 大洲病院前／八幡浜港方面
- 長浜駅前方面

## 隣の駅
四国旅客鉄道（JR四国）
■予讃線（愛ある伊予灘線）
伊予白滝駅 (S14) - 八多喜駅 (S15) - 春賀駅 (S16)